# Czech Connect Airlines
Czech Connect Airlines fue una aerolínea con sede en Ostrava, República Checa. Su base principal era el aeropuerto de Brno-Tuřany.
Czech Connect Airlines operó vuelos regulares a Rusia y la CEI; y vuelos chárter para agencias de viajes a diversos destinos populares en verano. 
En enero de 2012 la compañía anunció la quiebra y cesó sus operaciones.

## Destinos
- República Checa
  - Brno - Aeropuerto de Brno-Tuřany

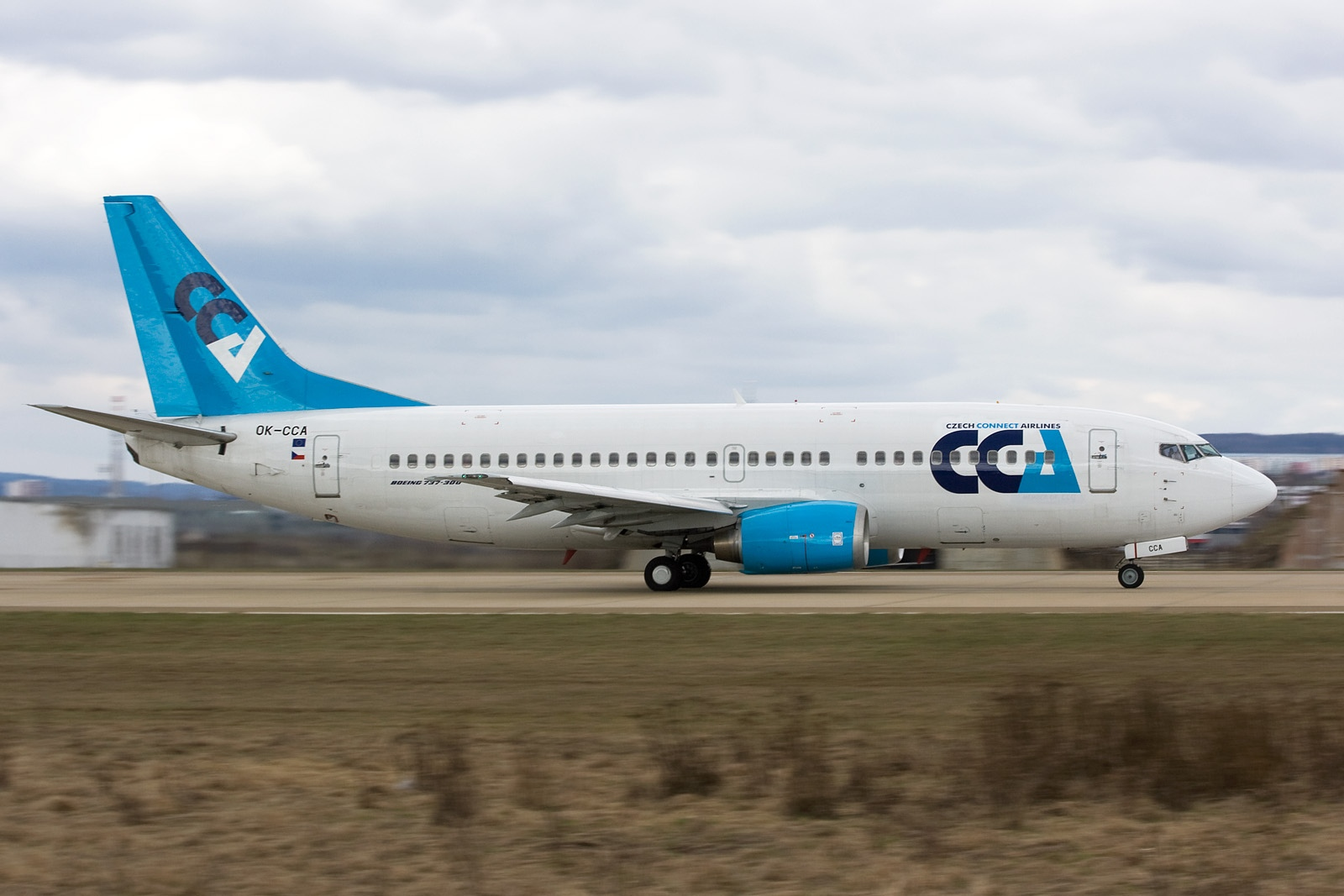
Boeing 737 de Czech Connect en el Aeropuerto de Brno-Tuřany

  - Karlovy Vary - Aeropuerto de Karlovy Vary
  - Pardubice - Aeropuerto de Pardubice
  - Praga - Aeropuerto de Praga
- Rusia
  - Moscú - Aeropuerto Internacional de Moscú-Domodédovo
  - Rostov del Don - Aeropuerto de Rostov del Don
  - St. Petersburg - Aeropuerto Internacional Púlkovo
  - Yekaterinburg - Aeropuerto de Ekaterimburgo-Koltsovo
- Suiza
  - Ginebra - Aeropuerto Internacional de Ginebra

## Flota
La flota Czech Connect Airlines incluía las siguientes aeronaves (al 22 de julio de 2011):